# Балмес (Долина Аосте)
Балмес је насеље у Италији у округу Долина Аосте, региону Долина Аосте.
Према процени из 2011. у насељу је живело 37 становника. Насеље се налази на надморској висини од 1508 м.